# Distrito de Supaul
Supaul (en bihari; सुपौल जिला) es un distrito de India en el estado de Bihar. Código ISO: IN.BR.SU.
Comprende una superficie de 2 410 km².
El centro administrativo es la ciudad de Supaul.

## Demografía
Según censo 2011 contaba con una población total de 2 228 397 habitantes.